# 11001 Andrewulff
11001 Andrewulff (1979 MF) là một tiểu hành tinh vành đai chính được phát hiện ngày 16 tháng 6 năm 1979 bởi H.-E. Schuster ở Đài thiên văn Nam Âu.